# Daniel Remón Magaña
Daniel Remón Magaña (Madrid, 1983) és un dramaturg, guionista. novel·lista i director de cinema espanyol. Al costat del seu germà, Pablo Remón, ha escrit els guions de les pel·lícules Casual Day i Cinco metros cuadrados. A més, al costat del seu germà i a Benito Zambrano ha escrit el guió d' Intemperie.

### Obra dramàtica
- El diablo (2017). Editat per l'Instituto Nacional de Artes Escénicas y de Teatro.
- Muladar (2014). Escrit amb Pablo Remón.

### Novel·la
- Literatura (2021). Editorial Seix Barral.

### Guió
- Historias para no dormir - Episodi 1 El doble (2021)
- Casual Day (2017) (Amb Pablo Remón)
- Cinco metros cuadrados (2011) (Amb Pablo Remón)
- Intemperie (2019) (Amb Pablo Remón i Benito Zambrano)

## Premis
Premis Goya
| Any  | Categoria            | Pel·lícula | Resultat  |
| ---- | -------------------- | ---------- | --------- |
| 2019 | Millor guió original | Intemperie | Guanyador |

Medalles del Cercle d'Escriptors Cinematogràfics
| Any  | Categoria            | Pel·lícula | Resultat  |
| ---- | -------------------- | ---------- | --------- |
| 2008 | Millor guió original | Casual Day | Guanyador |

Altres premis
- Premi Calderón de la Barca (2017) per la seva obra El diablo.[3]